# 10. Międzynarodowy Festiwal Filmowy w Wenecji (1949)
10. Międzynarodowy Festiwal Filmowy w Wenecji odbył się w dniach 11 sierpnia – 1 września 1949 roku.
Jury pod przewodnictwem włoskiego krytyka filmowego Mario Gromo przyznało nagrodę główną festiwalu, Złotego Lwa, francuskiemu filmowi Manon w reżyserii Henriego-Georges'a Clouzota.

## Członkowie jury

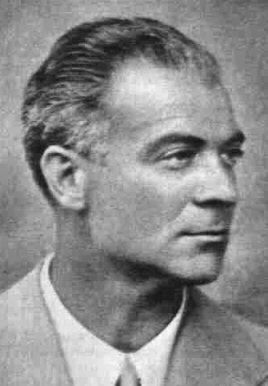
Przewodniczący jury konkursu głównego Mario Gromo

### Konkurs główny
- Mario Gromo, włoski krytyk filmowy − przewodniczący jury[2]
- Ermanno Contini, włoski krytyk filmowy
- Emilio Lavagnino, włoski krytyk sztuki
- Giannino Marescalchi, włoski dziennikarz
- Aldo Palazzeschi, włoski pisarz
- Piero Regnoli, włoski scenarzysta
- Gian Luigi Rondi, włoski krytyk filmowy
- Gino Visentini, włoski scenarzysta
- Cesare Zavattini, włoski scenarzysta